# تور رادار
تور رادار (بالإنجليزية:Tourradar) هي شركة عالمية مملوكة للقطاع الخاص ومقرها في فيينا، النمسا والتي تدير سوقًا عبر الإنترنت ومحركًا للحجز عبر الإنترنت متخصصًا في الجولات متعددة الأيام.

## نظرة عامة على الشركة
يتضمن الجرد العالمي للشركة أكثر من 40.000 جولة مختلفة متعددة الأيام بما في ذلك تلك المتعلقة بالمغامرة والطعام والإبحار في النهر والمشي لمسافات طويلة والرحلات والعديد من أنماط السفر الأخرى.

## تاريخ الشركة
تأسست شركة تور رادار في عام 2010 على يد الأخوين الأستراليين ترافيس وشون بيتمان، وهي مستوحاة من موقع السفر الاجتماعي الخاص بهما باغ بيتن BugBitten. تأسست تور رادار من باغ بيتن في يونيو 2010 ومنذ ذلك الحين نمت لتشمل القدرة على العثور على الجولات متعددة الأيام وحجزها ومراجعتها.
في يونيو 2013، أعلنت شركة تور رادار عن جولة من تمويل الملاك عن طريق المستثمرين بما في ذلك إريك بلاشفورد، الرئيس التنفيذي السابق لشركة إكسبيديا (بالإنجليزية: Expedia).
في مايو 2014، ظهر تور رادار في البرنامج التلفزيوني 2 مينوتين 2 ميليونين (بالإنجليزية: 2 Minuten, 2 Milionen)، وحصل على تمويل بقيمة 500000 دولار أمريكي بقيادة الرؤساء التنفيذيين السابقين من إكسبيديا ومجموعة هوليداي جيك (بالإنكليزية: HolidayCheck Group)، بالإضافة إلى تمويل من شركة استثمارية نمساوية خاصة.
في سبتمبر 2015، أطلقت شركة تور رادار في أمريكا الشمالية، وأنشأت مكتبًا في تورنتو، كندا، وعينت كريستيان وولترز، نائب الرئيس السابق للمبيعات والتسويق في شركة إنتربيد ترافل (بالإنجليزية:Intrepid Travel)، مديراً إدارياً للشركة في أمريكا الشمالية.
في مايو 2016، جمعت الشركة ستة ملايين دولار في تمويل السلسلة أ. في سبتمبر من العام نفسه، أعلنت الشركة أنها ستضيف رحلات نهرية إلى دليل الجولات القابلة للحجز.
في أكتوبر 2017، أكملت شركة تور رادار جولة تمويل من السلسلة B بقيمة 10 ملايين دولار. في وقت لاحق من ذلك العام، اختيرت شركة تور رادار باعتبارها واحدة من أكبر ثلاث شركات ناشئة في النمسا من قبل المجلة النمساوية ترِند "Trend".
في يونيو 2018، جمعت الشركة 50 مليون دولار في تمويل السلسلةC ، عن طريق شركة المشروع الاستثماري في وادي السيليكون، تي سي في "TCV"، التي دعمت سابقًا شركتي إكسبيديا "Expedia"  وإير بي إن بي "Airbnb". تضمن التمويل أيضًا مشاركة المستثمرين الحاليين شيري فينتورز، وإنديت كابيتال، وهوكستون فينتورز، وسبيد إنفست.
في فبراير 2019، أطلقت الشركة مسابقة بعنوان تجول حول العالم (بالإنجليزية:Tour the World) والتي تضمنت بحثًا عالميًا عن شخصين غريبين على استعداد للسفر حول العالم معًا لمدة 50 يومًا. قام طاقم الفيلم بتوثيق تجارب الفائزين في أثناء سفرهم إلى خمس قارات مختلفة.
في عام 2020، في أثناء جائحة كورونا كوفيد-19، منحت صحيفة ذا أوبزرفر (بالإنجليزية:The Observer) شركة تور رادار واحدة من ثماني جوائز لـ «أسوأ خدمة عملاء لهذا العام». أخبر موظفو تور رادار زبونة ألغيت إجازتها بسبب قيود السفر أنها يجب أن توافق على إشعار ائتمان بدلاً من استرداد الأموال، ثم بعد أن رفعت دعوى باسترداد الأموال من خلال جهة إصدار بطاقتها الائتمانية، هددت الشركة الزبونة بأن تتحمل مسؤولية إلغاء إجازتها وأرغمتها على التخلي عن دعواها. ذكرت تور رادار أنها قدمت فقط «توصيات». كانت شركات أخرى مماثلة تقدم سندات ائتمانية بسبب تأثير جائحة فيروس كورونا على السياحة، وكان حاجزو السفر هم أنفسهم ينتظرون استرداد الأموال من منظمي الرحلات السياحية في الخارج وبائعيهم.

## معلومات الشركة

### المكاتب
شركة تور رادار لها مكاتب في بريزبان، أستراليا؛ وفيينا، النمسا؛ وتورنتو، كندا.